# Blake Griffin
Pour les articles homonymes, voir Griffin.
Blake Griffin, né le 16 mars 1989 à Oklahoma City, est un joueur américain de basket-ball évoluant aux postes d'ailier fort et pivot.
Après avoir remporté les récompenses universitaires les plus importantes avec le John Wooden Award et le Naismith Award, il est choisi en première position de la draft 2009 de la NBA par les Clippers de Los Angeles.

## Biographie

### Carrière universitaire
Il joue dans l'équipe universitaire des Sooners de l'université d'Oklahoma. Il est nommé joueur universitaire de l'année 2008-2009 par Associated Press et Sporting News, et obtient les récompenses du John Wooden Award et du Naismith Award,.

### Carrière professionnelle

#### Clippers de Los Angeles (2009-2018)

##### Draft
Le 7 avril 2009, Blake Griffin se présente à la draft. Le 25 juin, il est choisi en première position par les Clippers de Los Angeles. Pendant l'été 2009, il est élu MVP de la Summer League.

##### Saison NBA 2009-2010
On détecte une fracture de fatigue au genou à la veille des premiers matchs de la saison officielle. Après de nouveaux tests courant janvier 2010, la réparation n'étant pas suffisante, il déclare forfait pour l'ensemble de la saison 2009-2010.

##### Saison NBA 2010-2011
Ses résultats lors des matchs de présaison joués durant l'été 2010, encore meilleurs que ceux de l'année précédente, promettent une bonne entame de saison. Il joue son premier match en NBA le 27 octobre 2010 face à Portland. Pour sa 14e rencontre, une défaite 115 à 124 face aux Knicks de New York, Griffin réalise un double-double avec 44 points et 15 rebonds, ce qui le fait entrer dans une des catégories des records NBA de précocité en rejoignant Michael Jordan, David Robinson et Shaquille O'Neal en tant que rookie ayant réalisé au moins 40 points et 15 rebonds lors d'un match depuis la fusion de la NBA et de la American Basketball Association (ABA) en 1976. Pour son premier mois complet en NBA, il remporte le titre de meilleur rookie de la Conférence Ouest grâce à des statistiques de plus de 20 points et 10 rebonds par match, le titre à l'Est étant attribué à Landry Fields.
Lors de ce début de saison, Il est le joueur de la ligue ayant réalisé le plus de dunks avec plus de 80. Sur ses 36 premiers matchs disputés, il réalise 29 double-double. Il est sélectionné pour le Slam Dunk Contest de l'édition 2011 du All-Star Game à Los Angeles. Ses adversaires sont Serge Ibaka du Thunder d'Oklahoma City, Brandon Jennings des Bucks de Milwaukee (remplacé depuis par DeMar DeRozan des Raptors de Toronto pour cause de blessure) et JaVale McGee des Wizards de Washington. Il est aussi annoncé comme le favori au titre de « Rookie de l'année » de la NBA, récompensant le meilleur débutant de la saison.

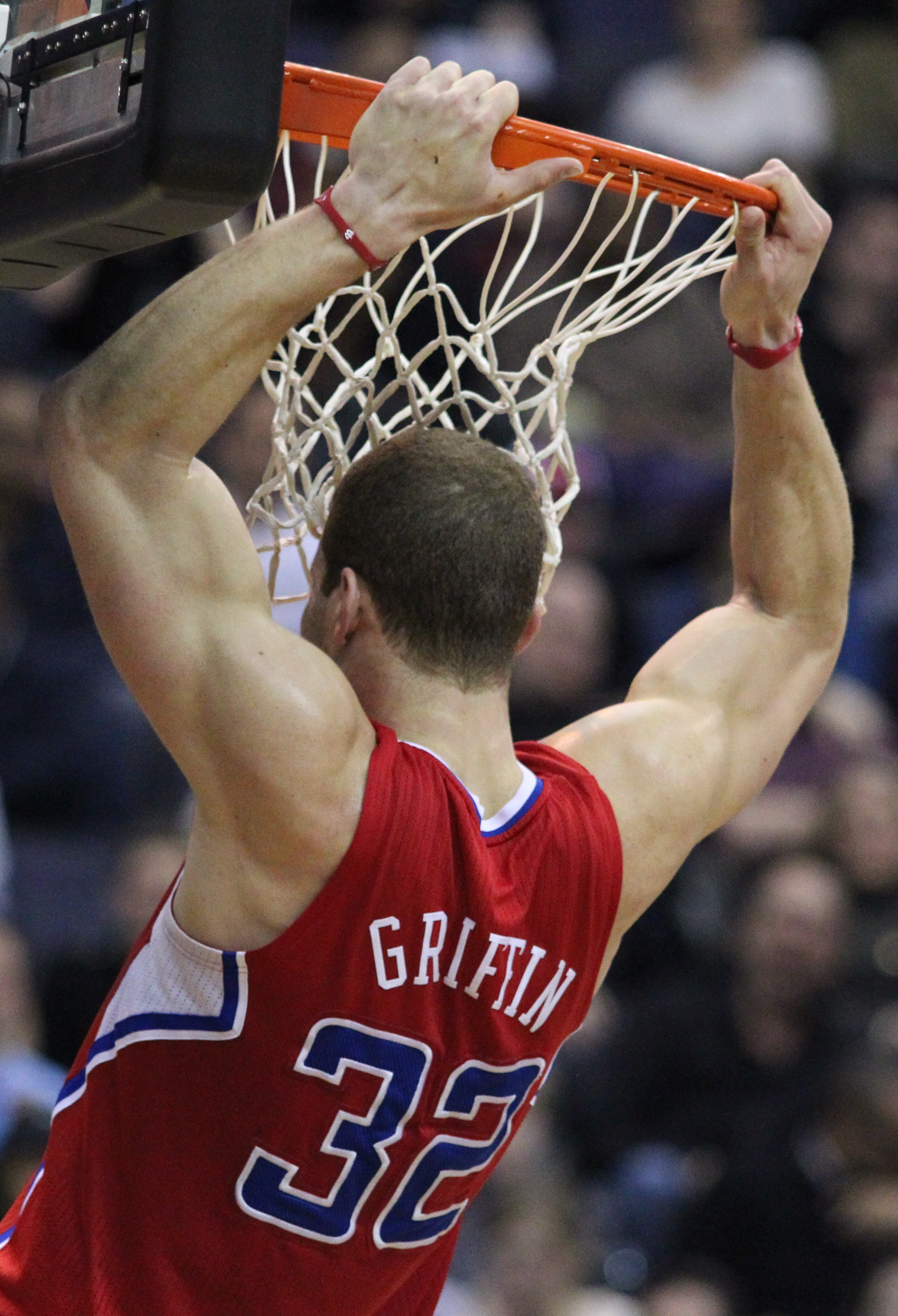
Blake Griffin

Le 17 janvier 2011, lors d'un match contre les Pacers de l'Indiana que son équipe remporte, il inscrit 47 points et prend 14 rebonds, ce qui constitue son record de points inscrits par match sur la saison et le record de la franchise pour un rookie et prolonge sa série ininterrompue de double-doubles, le classant 2e de la NBA derrière Kevin Love des Timberwolves du Minnesota dans cette catégorie statistique sur la saison 2010-2011. Sa série de double-double est interrompue le 19 janvier lors de la victoire des Clippers contre les Minnesota Timberwolves.
Lors du All-Star Game 2011, se déroulant chez lui, à Los Angeles, il participe au Rookie Challenge, au Slam Dunk Contest qu'il remporte face à JaVale McGee en finale et est sélectionné par les entraîneurs pour le match opposant la Conférence Ouest à la Conférence Est.
Le 4 mai 2011, en récompense de sa saison avec les Clippers, il reçoit le trophée NBA Rookie of the Year qui récompense la meilleure recrue de l'année en NBA.
Il est le premier joueur depuis David Robinson en 1990 à remporter ce titre à l'unanimité.

##### Saison NBA 2011-2012
Pour sa deuxième saison en NBA, Blake Griffin est associé au meneur Chris Paul, transféré des Hornets de la Nouvelle Orléans. À ces deux stars, viennent s'ajouter Caron Butler et Chauncey Billups qui apportent leur expérience à la jeune équipe des Clippers de Los Angeles.
Pour les playoffs 2012, les Clippers se font éliminer 4-0 au deuxième tour, en demi-finale de conférence ouest, par les Spurs de San Antonio.

##### Saison NBA 2012-2013
Le 10 juillet 2012, il prolonge avec les Clippers pour cinq ans et un contrat de 95 millions de dollars, profitant de la Rose Rule.

##### Saison NBA 2013-2014
En 2014, les Clippers sont éliminés au deuxième tour des playoffs par le Thunder d'Oklahoma City (4-2).

##### Saison NBA 2014-2015
Pour les playoffs 2015, les Clippers retrouvent les Spurs, champions en titre, au premier tour. Les Clippers vont remporter cette série éliminatoire au bout de 7 manches. Les Clippers affrontent au tour suivant les Rockets de Houston de James Harden et Dwight Howard. Après avoir mené 3-1, les Clippers sont battus en 7 manches.

##### Saison NBA 2015-2016
En 2016, au premier tour contre Portland, Blake Griffin se blesse durant le 4e match et est indisponible pour les matchs suivants. Les Clippers perdent la série 4-2.

##### Saison NBA 2016-2017
En 2017, à nouveau au premier tour mais cette fois-ci contre le Jazz de l'Utah, les Clippers vont encore perdre en 7 matches. Griffin se blesse encore, au 3e match et ne peut poursuivre le reste de la compétition.

##### Saison NBA 2017-2018
Le 1er juillet 2017, il signe un nouveau contrat de 173 millions de dollars sur 5 ans avec les Clippers de Los Angeles.

#### Pistons de Détroit (2018-2021)

##### Saison NBA 2017-2018
Le 29 janvier 2018, il est échangé contre toute attente aux Pistons de Détroit. Dans cette transaction, les Clippers envoient Griffin, Willie Reed et Brice Johnson et reçoivent les joueurs des Pistons Tobias Harris, Boban Marjanović et Avery Bradley.
À quelques victoires près, les Pistons manquent de peu les playoffs.

##### Saison NBA 2018-2019
Pour la saison 2018-2019, les Pistons engagent comme nouvel entraîneur Dwane Casey (ancien entraîneur des Raptors de Toronto et élu NBA Coach of the Year en 2018).
Le 23 octobre 2018, lors du 3e match de la saison contre les 76ers de Philadelphie, Blake Griffin inscrit 50 points (à 20 sur 35 au tir, dont 5 sur 10 à trois points et le panier de la victoire en prolongation, son record en carrière), prend 14 rebonds, réalise 6 passes décisives pour une seule perte de balle en 44 minutes de jeu.
Le 17 février 2019, ses bonnes performances avec les Pistons lui valent une sélection au NBA All-Star Game 2019.
Avec les Pistons, il réalise la meilleure saison de sa carrière avec 24,5 points, 7,5 rebonds et 5,4 passes décisives de moyenne.
Le 24 avril 2019, après l'élimination de Détroit en playoffs, il se fait opérer et subit une arthroscopie du genou gauche.

##### Saison NBA 2019-2020
Après avoir manqué les 10 premiers matches de saison 2019-2020 en raison d'une blessure aux ischio-jambiers et au genou gauche, il dispute son premier match le 11 novembre 2019.
Le 14 décembre 2019, lors d'un déplacement chez les Rockets de Houston, il est contraint de manquer toute la deuxième mi-temps en raison de nouvelles douleurs au genou gauche. Le 6 janvier 2020, il subit une arthroscopie du genou gauche et doit s'absenter des parquets durant 4 à 6 semaines.

##### Saison NBA 2020-2021
Le 5 mars 2021, il négocie une rupture de contrat à l'amiable avec les Pistons de Détroit et devient agent libre.

#### Nets de Brooklyn (2021-2022)

##### Saison NBA 2020-2021
Le 8 mars 2021, il signe officiellement avec les Nets de Brooklyn jusqu'à la fin de la saison.

#### Celtics de Boston (2022-2023)
Fin septembre 2022, il signe un contrat garanti d'un an avec les Celtics de Boston.
Le 16 avril 2024, il annonce sa retraite sportive à l'âge de 35 ans.

### En équipe nationale
Blake Griffin est sélectionné dans l'équipe des États-Unis pour participer aux Jeux olympiques d'été de 2012 à Londres mais, le 13 juillet 2012, il se blesse lors d'un entraînement avec l'équipe américaine à Las Vegas, l'intérieur Anthony Davis, qui s'entraîne déjà avec l'équipe nationale, le remplace aux Jeux olympiques.
Pourtant annoncé dans l'équipe des États-Unis pour participer à la Coupe du monde de basket-ball masculin 2014, Blake Griffin finit par faire faux bond à ses coéquipiers annonçant qu'il souhaitait être à 100% concentré sur son futur et sa progression avec les Clippers.

## Style de jeu
Blake Griffin est connu pour être l'un des meilleurs athlètes de la NBA. Il est doté d'une détente et d'une mobilité exceptionnelles pour un joueur de sa taille. Il est l'un des meilleurs dunkeurs du championnat. Au début de sa carrière, il était réputé pour sa maladresse aux lancers francs. En mars 2012, il réalise deux air ball à la suite aux lancers-francs.
Bon rebondeur, il a aussi amélioré son tir à mi-distance et à trois points ce qui le rend encore plus dangereux.
C'est également un bon passeur pour son poste.

## Palmarès

### En franchise
- Champion de la division Pacifique en 2013 et 2014 avec les Clippers de Los Angeles.

### Distinctions personnelles
- NBA Rookie of the Year en 2011.
- NBA All-Rookie First Team en 2011.
- All-NBA Second Team en 2012, 2013 et 2014
- All-NBA Third Team en 2015, 2019
- Rookie des mois d'octobre à avril 2011 pour la Conférence Ouest.
- Vainqueur du Slam Dunk Contest en 2011.
- 6 sélections au NBA All-Star Game en 2011, 2012, 2013, 2014, 2015 et 2019.
- Élu Most Valuable Player de la NBA Summer League en 2009.
- Best Breakthrough Athlete ESPY Award en 2011.
- Joueur du mois de la conférence Ouest en février 2014[27].
- 4 fois joueur de la semaine de la conférence Ouest.

### NCAA
- Big 12 Player of the Year (2009).
- Trophée Wooden (2009).
- Naismith College Player of the Year (2009).
- Trophée Oscar Robertson (2009).
- Trophée Adolph Rupp (2009).
- NABC Player of the Year (meilleur joueur de la saison) : 2009.
- Associated Press College Basketball Player of the Year (meilleur joueur de la saison) : 2009.
- Sporting News Men's College Basketball Player of the Year (meilleur joueur de la saison) : 2009.
- NCAA Men's Basketball All-Americans (meilleure équipe NCAA de l'année) : 2009.

## Statistiques

### Universitaires
Le tableau suivant présente les statistiques individuelles de Blake Griffin pendant sa carrière universitaire.
| S         | U                      | J  | MJPM | PTS   | PPM  | 2PR | 2PT | %PR    | 3PR | 3PT | %3P    | LfR | LfT | %Lf    | TR   | RPM  | PD  | I  | C  | TOV | FP  |
| --------- | ---------------------- | -- | ---- | ----- | ---- | --- | --- | ------ | --- | --- | ------ | --- | --- | ------ | ---- | ---- | --- | -- | -- | --- | --- |
| 2007-2008 | University of Oklahoma | 33 | 28,4 | 484   | 14,7 | 184 | 324 | 56,8 % | 0   | 2   | 0,0 %  | 116 | 197 | 58,9 % | 301  | 9,1  | 61  | 33 | 28 | 76  | 82  |
| 2008-2009 | University of Oklahoma | 35 | 33,3 | 794   | 22,7 | 300 | 459 | 65,4 % | 3   | 8   | 37,5 % | 191 | 324 | 59,0 % | 504  | 14,4 | 80  | 39 | 41 | 116 | 89  |
| Total     | Total                  | 68 | 30,9 | 1 278 | 18,8 | 484 | 783 | 61,8 % | 3   | 10  | 30,0 % | 307 | 521 | 58,9 % | '805 | 11,8 | 141 | 72 | 69 | 192 | 171 |

### Professionnelles

#### Saison régulière
| Recrue/rookie de la saison |

gras = ses meilleures performances

Le tableau suivant présente les statistiques individuelles de Blake Griffin pendant sa carrière en NBA.
| Saison            | Équipe            | Matchs | Titul. | Min./m | % Tir | % 3pts | % LF | Rbds/m. | Pass/m. | Int/m. | Ctr/m. | Pts/m. |
| ----------------- | ----------------- | ------ | ------ | ------ | ----- | ------ | ---- | ------- | ------- | ------ | ------ | ------ |
| 2010-2011         | L.A. Clippers     | 82     | 82     | 37,9   | 50,6  | 29,2   | 64,2 | 12,06   | 3,80    | 0,77   | 0,55   | 22,50  |
| 2011-2012*        | L.A. Clippers     | 66     | 66     | 36,2   | 54,9  | 12,5   | 52,1 | 10,86   | 3,18    | 0,83   | 0,73   | 20,73  |
| 2012-2013         | L.A. Clippers     | 80     | 80     | 32,5   | 53,8  | 17,9   | 66,0 | 8,28    | 3,74    | 1,21   | 0,62   | 18,00  |
| 2013-2014         | L.A. Clippers     | 80     | 80     | 35,8   | 52,8  | 27,3   | 71,5 | 9,46    | 3,86    | 1,15   | 0,64   | 24,12  |
| 2014-2015         | L.A. Clippers     | 67     | 67     | 35,2   | 50,2  | 40,0   | 72,8 | 7,58    | 5,28    | 0,94   | 0,52   | 21,93  |
| 2015-2016         | L.A. Clippers     | 35     | 35     | 33,4   | 49,9  | 33,3   | 72,7 | 8,40    | 4,86    | 0,80   | 0,49   | 21,40  |
| 2016-2017         | L.A. Clippers     | 61     | 61     | 34,0   | 49,3  | 33,6   | 76,0 | 8,15    | 4,90    | 0,95   | 0,41   | 21,57  |
| 2017-2018         | L.A. Clippers     | 33     | 33     | 34,5   | 44,1  | 34,2   | 78,5 | 7,94    | 5,42    | 0,91   | 0,27   | 22,61  |
| 2017-2018         | Détroit           | 25     | 25     | 33,2   | 43,3  | 34,8   | 78,4 | 6,64    | 6,20    | 0,44   | 0,36   | 19,84  |
| 2018-2019         | Détroit           | 75     | 75     | 35,0   | 46,2  | 36,2   | 75,3 | 7,53    | 5,36    | 0,69   | 0,37   | 24,55  |
| 2019-2020         | Détroit           | 18     | 18     | 28,5   | 35,2  | 24,3   | 77,6 | 4,67    | 3,28    | 0,39   | 0,39   | 15,50  |
| 2020-2021         | Détroit           | 20     | 20     | 31,3   | 36,5  | 31,5   | 71,0 | 5,20    | 3,85    | 0,70   | 0,10   | 12,25  |
| 2020-2021         | Brooklyn          | 26     | 10     | 21,5   | 49,2  | 38,3   | 78,2 | 4,70    | 2,40    | 0,70   | 0,50   | 10,00  |
| 2021-2022         | Brooklyn          | 56     | 24     | 17,1   | 42,5  | 26,2   | 72,4 | 4,10    | 1,90    | 0,50   | 0,30   | 6,40   |
| 2022-2023         | Boston            | 41     | 16     | 13,9   | 48,5  | 34,8   | 65,6 | 3,80    | 1,50    | 0,30   | 0,20   | 4,10   |
| Total             | Total             | 765    | 692    | 31,9   | 49,3  | 32,8   | 69,6 | 8,00    | 4,00    | 0,80   | 0,50   | 19,00  |
| NBA All-Star Game | NBA All-Star Game | 5      | 3      | 25,0   | 75,0  | 37,5   | 50,0 | 5,60    | 3,00    | 1,20   | 0,20   | 19,40  |

Note : *Cette saison a été réduite de 82 à 66 matchs en raison du lock-out.

Dernière modification effectuée le 16 avril 2024

#### Playoffs NBA
Le tableau suivant présente les statistiques individuelles de Blake Griffin pendant les Playoffs NBA.
| Saison | Équipe        | Matchs | Titul. | Min./m | % Tir | % 3pts | % LF  | Rbds/m. | Pass/m. | Int/m. | Ctr/m. | Pts/m. |
| ------ | ------------- | ------ | ------ | ------ | ----- | ------ | ----- | ------- | ------- | ------ | ------ | ------ |
| 2012   | L.A. Clippers | 11     | 11     | 35,7   | 50,0  | 0,0    | 63,6  | 6,91    | 2,45    | 1,82   | 0,91   | 19,09  |
| 2013   | L.A. Clippers | 6      | 5      | 26,3   | 45,3  | 0,0    | 80,8  | 5,50    | 2,50    | 0,00   | 0,83   | 13,17  |
| 2014   | L.A. Clippers | 13     | 13     | 36,8   | 49,8  | 12,5   | 74,0  | 7,46    | 3,77    | 1,23   | 1,08   | 23,54  |
| 2015   | L.A. Clippers | 14     | 14     | 39,8   | 51,1  | 14,3   | 71,7  | 12,71   | 6,14    | 1,00   | 1,00   | 25,50  |
| 2016   | L.A. Clippers | 4      | 4      | 31,7   | 37,7  | 50,0   | 76,0  | 8,75    | 4,00    | 0,75   | 0,50   | 15,00  |
| 2017   | L.A. Clippers | 3      | 3      | 33,0   | 49,0  | 66,7   | 100,0 | 6,00    | 2,33    | 0,67   | 0,30   | 20,33  |
| 2019   | Détroit       | 2      | 2      | 29,0   | 46,2  | 46,2   | 100,0 | 6,00    | 6,00    | 1,00   | 0,00   | 24,50  |
| 2021   | Brooklyn      | 12     | 12     | 26,5   | 53,2  | 38,9   | 71,4  | 5,90    | 1,80    | 0,80   | 0,50   | 9,00   |
| 2022   | Brooklyn      | 2      | 0      | 12,5   | 28,6  | 40,0   | 100,0 | 2,00    | 2,00    | 0,50   | 0,50   | 4,00   |
| 2023   | Boston        | 1      | 0      | 5,9    | 0,0   | –      | –     | 2,00    | 0,00    | 0,00   | 0,00   | 0,00   |
| Total  | Total         | 68     | 64     | 32,6   | 49,2  | 37,7   | 73,1  | 7,70    | 3,50    | 1,00   | 0,80   | 18,20  |

## Records en NBA

### Sur une rencontre
Les records personnels de Blake Griffin en NBA sont les suivants, :
| Type de statistique        | Saison régulière | Saison régulière          | Saison régulière | Playoffs | Playoffs                   | Playoffs      |
| Type de statistique        | Record           | Adversaire                | Date             | Record   | Adversaire                 | Date          |
| -------------------------- | ---------------- | ------------------------- | ---------------- | -------- | -------------------------- | ------------- |
| Points                     | 50               | 76ers de Philadelphie     | 23 octobre 2018  | 35       | Warriors de Golden State   | 21 avril 2014 |
| Paniers marqués            | 20               | 76ers de Philadelphie     | 23 octobre 2018  | 15       | @ Warriors de Golden State | 24 avril 2014 |
| Paniers tentés             | 35               | 76ers de Philadelphie     | 23 octobre 2018  | 25       | 3 fois                     | 3 fois        |
| Paniers à 3 points réussis | 9                | @ Thunder d'Oklahoma City | 5 avril 2019     | 4        | 2 fois                     | 2 fois        |
| Paniers à 3 points tentés  | 16               | Cavaliers de Cleveland    | 26 décembre 2020 | 9        | Bucks de Milwaukee         | 5 juin 2021   |
| Lancers francs réussis     | 17               | 76ers de Philadelphie     | 7 décembre 2018  | 10       | 3 fois                     | 3 fois        |
| Lancers francs tentés      | 24               | 76ers de Philadelphie     | 7 décembre 2018  | 17       | Grizzlies de Memphis       | 7 mai 2012    |
| Rebonds offensifs          | 9                | 2 fois                    | 2 fois           | 6        | 3 fois                     | 3 fois        |
| Rebonds défensifs          | 16               | Pistons de Détroit        | 12 novembre 2010 | 17       | @ Spurs de San Antonio     | 26 avril 2015 |
| Rebonds totaux             | 20               | Spurs de San Antonio      | 18 février 2012  | 19       | @ Spurs de San Antonio     | 26 avril 2015 |
| Passes décisives           | 12               | Timberwolves du Minnesota | 22 janvier 2018  | 13       | @ Rockets de Houston       | 4 mai 2015    |
| Interceptions              | 4                | 6 fois                    | 6 fois           | 4        | Spurs de San Antonio       | 28 avril 2015 |
| Contres                    | 4                | 2 fois                    | 2 fois           | 4        | @ Spurs de San Antonio     | 30 avril 2015 |
| Balles perdues             | 10               | Bucks de Milwaukee        | 17 décembre 2018 | 7        | Rockets de Houston         | 8 mai 2015    |
| Minutes jouées             | 51               | Wizards de Washington     | 23 mars 2011     | 47       | Spurs de San Antonio       | 22 avril 2015 |

- Double-double : 286 (dont 19 en playoffs)
- Triple-double : 13 (dont 3 en playoffs)

Dernière mise à jour : 16 août 2022

### En carrière
- 4e joueur de l'histoire de la NBA à plus de 40 points et 15 rebonds dans un match pour sa saison rookie avec 44 points et 15 rebonds (les 3 autres sont Michael Jordan, David Robinson et Shaquille O'Neal).

## Vie privée
Ses parents sont Gail et Tommy Griffin. Tommy est un Afro-Américain avec des ascendances haïtiennes et Gail est blanche. Son père était un basketteur évoluant au poste de pivot. Il est le frère cadet de Taylor Griffin, joueur de basket-ball.
En 2009, Blake Griffin entame une relation avec l'ancienne joueuse de basket-ball, Brynn Cameron — qui est la sœur aînée du joueur de football américain Jordan Cameron. Le couple a deux enfants : Ford Wilson Griffin (né le 1er août 2013) et Finley Elaine Griffin (née le 22 septembre 2016). En juillet 2017, le couple rompt ses fiançailles après huit ans de vie commune. 
En août 2017, moins d'un mois après sa rupture avec son ex-fiancée, Blake Griffin commence à fréquenter Kendall Jenner. Le couple reste relativement secret sur leur situation durant de longs mois. Ils finissent par se séparer en avril 2018.

## Salaires
| Année       | Équipe      | Salaire       |
| ----------- | ----------- | ------------- |
| 2009-2010   | Clippers    | 4 983 480 $   |
| 2010-2011   | Clippers    | 5 357 280 $   |
| 2011-2012*  | Clippers    | 5 731 080 $   |
| 2012-2013   | Clippers    | 7 226 892 $   |
| 2013-2014   | Clippers    | 16 441 500 $  |
| 2014-2015   | Clippers    | 17 674 612 $  |
| 2015-2016   | Clippers    | 18 907 725 $  |
| 2016-2017   | Clippers    | 20 140 838 $  |
| 2017-2018   | Pistons     | 29 727 900 $  |
| 2018-2019   | Pistons     | 32 088 932 $  |
| 2019-2020   | Pistons     | 34 234 964 $  |
| 2020-2021   | Pistons     | 32 670 565 $  |
| 2020-2021   | Nets        | 776 983 $     |
| 2021-2022   | Pistons     | 29 764 126 $  |
| 2021-2022   | Nets        | 2 641 691 $   |
| 2022-2023   | Celtics     | 1 836 090 $   |
| Total Gains | Total Gains | 260 204 658 $ |

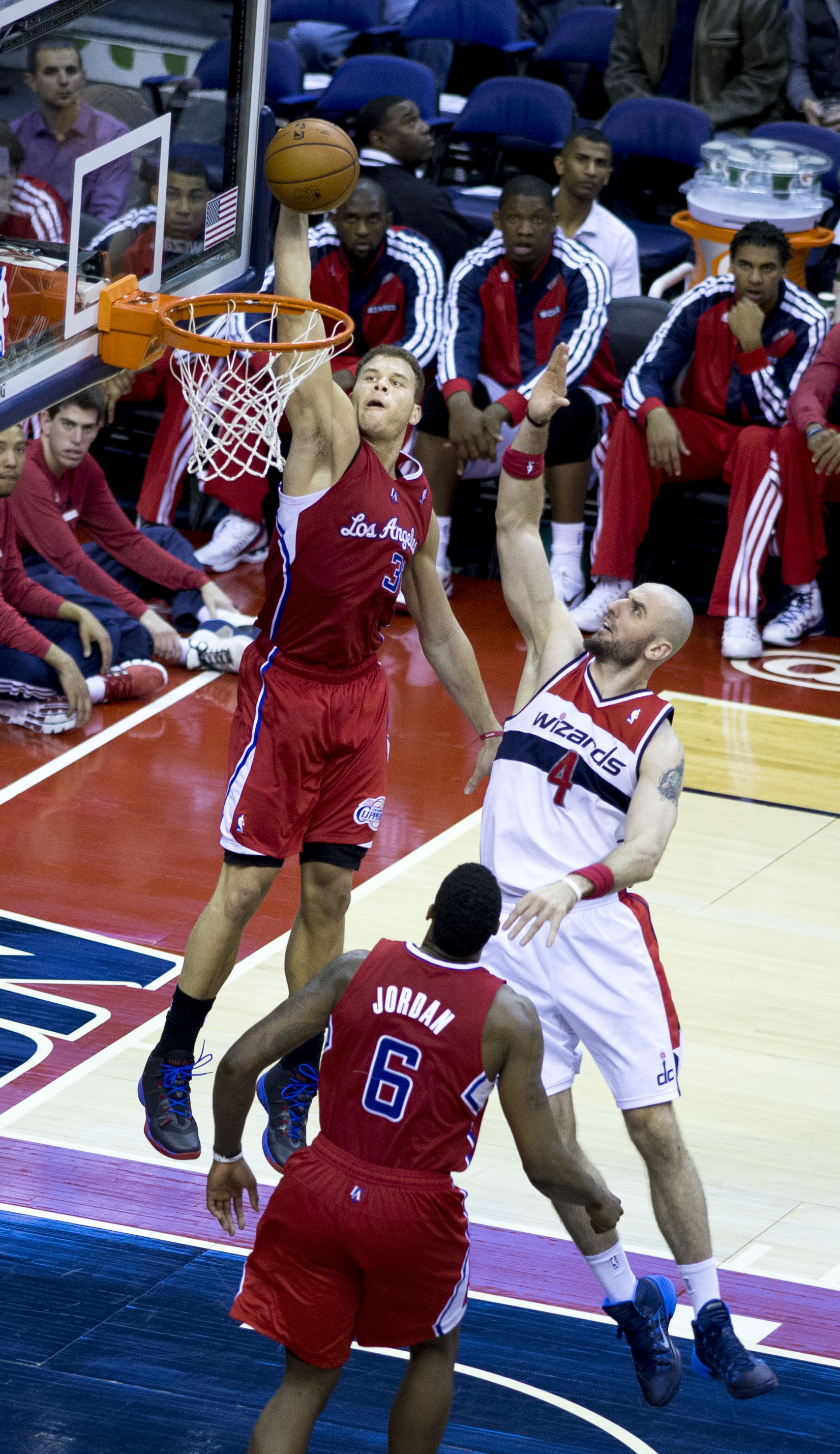
Blake Griffin en décembre 2013.

Note : * En 2011, le salaire moyen d'un joueur évoluant en NBA est de 5 150 000 $.

## Filmographie
- 2023 : Les Blancs ne savent pas sauter (White Men Can't Jump) de Calmatic (producteur)

## Pour approfondir
- Liste des meilleurs marqueurs en NBA en carrière.